# Зигварт, Бото
Бото Зигварт (нем. Botho Sigwart, настоящее имя граф Бото Зигварт Филипп Август цу Эйленбург, нем. zu Eulenburg, в творческой деятельности использовал второе имя как фамилию; 10 января 1884 — 2 июня 1915) — немецкий композитор.

## Биография
Второй сын дипломата Филиппа цу Эйленбурга, входившего в ближайшее окружение кайзера Вильгельма II. С 1902 года изучал историю и философию в Мюнхене, одновременно занимаясь музыкой под руководством Людвига Тюйе. Позднее также брал уроки у Макса Регера в Лейпциге. В 1907 году защитил диссертацию и получил степень доктора музыковедения. Кроме того, со школьных лет учился игре на органе; в дальнейшем сблизился с Альбертом Швейцером и посвятил ему Симфонию для органа с оркестром до минор Op. 12. В небольшом по объёму творческом наследии Зигварта также струнный квартет, другие камерные и вокальные сочинения. Последние его работы — опера «Песни Еврипида» (нем. Die Lieder des Euripides, по Эрнсту фон Вильденбруху) и фортепианная соната — были закончены уже после начала Первой мировой войны, ноты сонаты Зигварт прислал с восточного фронта. Будучи офицером, погиб в бою близ города Ясло.

## Семья
Был женат (с 1909 года) на певице Елене Штегеман. Их единственный сын, граф Фридрих цу Эйленбург (1914—1936), стал лётчиком и погиб во время учений.